# Achryson pictum
Achryson pictum es una especie de escarabajo longicornio de la subfamilia Cerambycinae, tribu Achrysonini. Fue descrita científicamente por Bates en 1870.
Se distribuye por Bolivia, Brasil, Colombia, Ecuador, Guyana, Guayana Francesa, Perú, Surinam y Venezuela. Mide aproximadamente 11-22,4 milímetros de longitud. El período de vuelo de esta especie ocurre en los meses de enero, febrero, marzo, abril, mayo, octubre, noviembre y diciembre.